# Aix-en-Provence
Aix-en-Provence er en by i departement Bouches-du-Rhône, Frankrig.

## Historie
Byen blev grundlagt i 122 f.Kr. ved en varm vandkilde af den romerske konsulen Sextius Calvinus, som opkaldte byen efter sig selv og vennen, Aquae Sextiae. I 300-tallet havde byen vokset til metropolen Narbonensis Secunda. I middelalderen var Aix hovedstad i den tidlige provinsen Provence. Byen var størst fra 1100-tallet af, da den var et lærings- og kulturcenter under huset Aragon og Anjou.
Ligesom resten af Provence, kom byen under den franske krone i 1487 og i 1501 oprettede Louis XII parlamentet i Provence, som eksisterede frem til 1789.

## Kendte personer fra Aix
- Eleanor af Provence (død 1291), Henry III af Englands dronning.
- Paul Cézanne (1839-1906), maler.
- Émile Zola (1840-1902), forfatter, vokset op her, barndomsven med Cézanne
- Maurice Rouvier (1842-1911), politiker